# Tommy DeCarlo

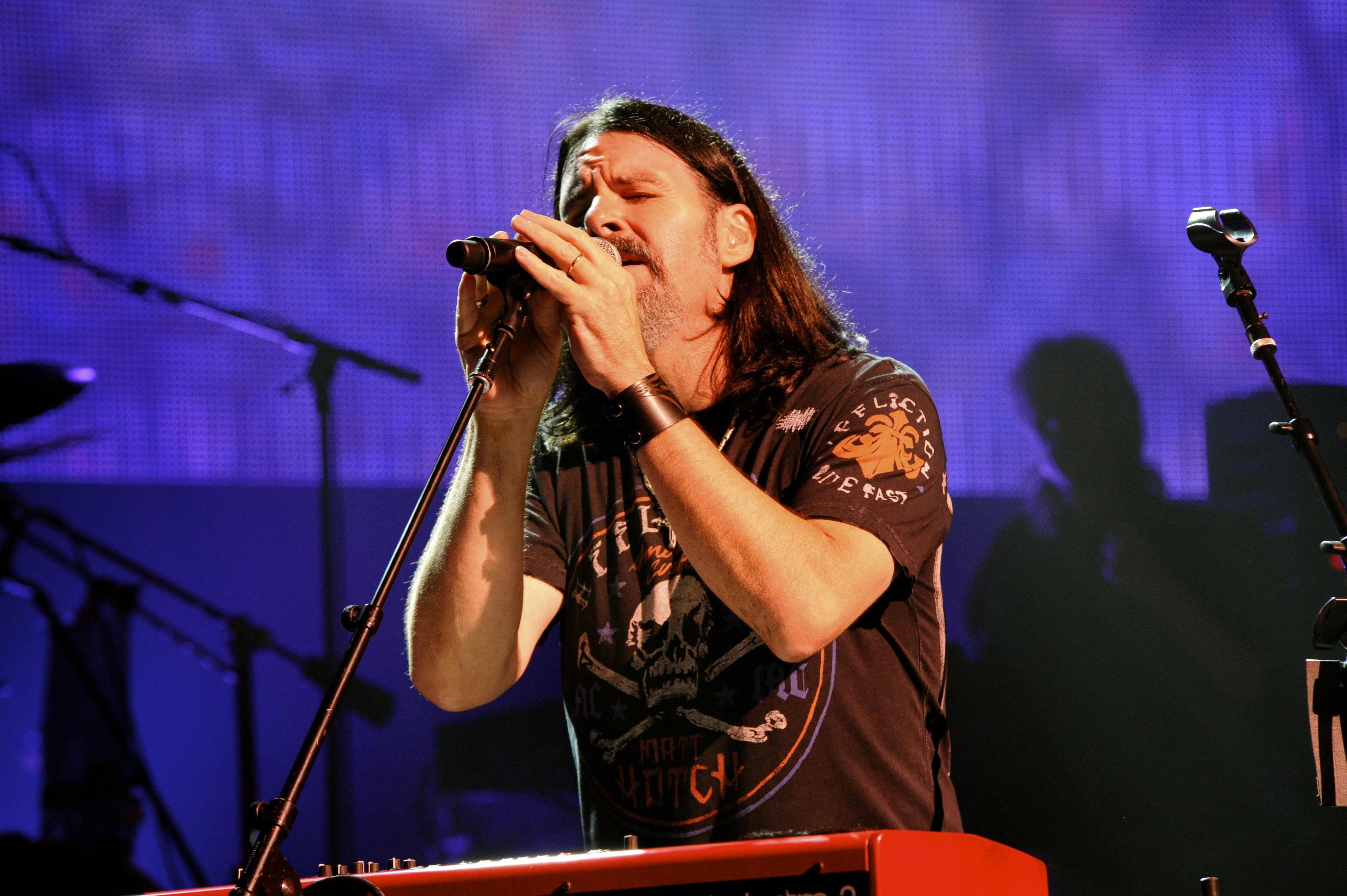

Tommy DeCarlo (nacido el 23 de abril de 1965) es un cantante estadounidense. Él es el cantante actual de Boston.
DeCarlo nació en Utica, New York, y se convirtió en un fanático de Boston cuando era adolescente. Comenzó a grabar covers de sus canciones y publicarlos en su MySpace con él como vocalista. En marzo de 2007 el vocalista de Boston Brad Delp se "suicidó" a la edad de 55 años; con lo que, como homenaje a Delp, DeCarlo escribió una canción y lo publicó en su página de MySpace. Otro fanático de Boston escuchó el trabajo de DeCarlo y sugirió que él envió a su Myspace vínculo de la página a un socio de Boston, que ofrece una dirección de correo electrónico. DeCarlo envió el enlace, y se acercó a Boston junto al líder Tom Scholz a ser uno de los cantantes, a lo largo de con Michael Sweet de Stryper, durante el Concierto de Tributo a Brad Delp en el Bank of America Pavilion en Boston, MA.
En marzo de 2008, Scholz le preguntó a DeCarlo si quería a ser uno de los cantantes principales de Boston durante el año 2008. DeCarlo está actualmente en excedencia de su trabajo como gerente de crédito de un Home Depot en Charlotte, Carolina del Norte
- Datos: Q7819349
- Multimedia: Tommy DeCarlo / Q7819349